# Хосров Узурпатор
Хосров Узурпатор (перс. خسرو زورستان‎ ; год рождения и смерти — неизвестен) — шахиншах Персии в 420 году.

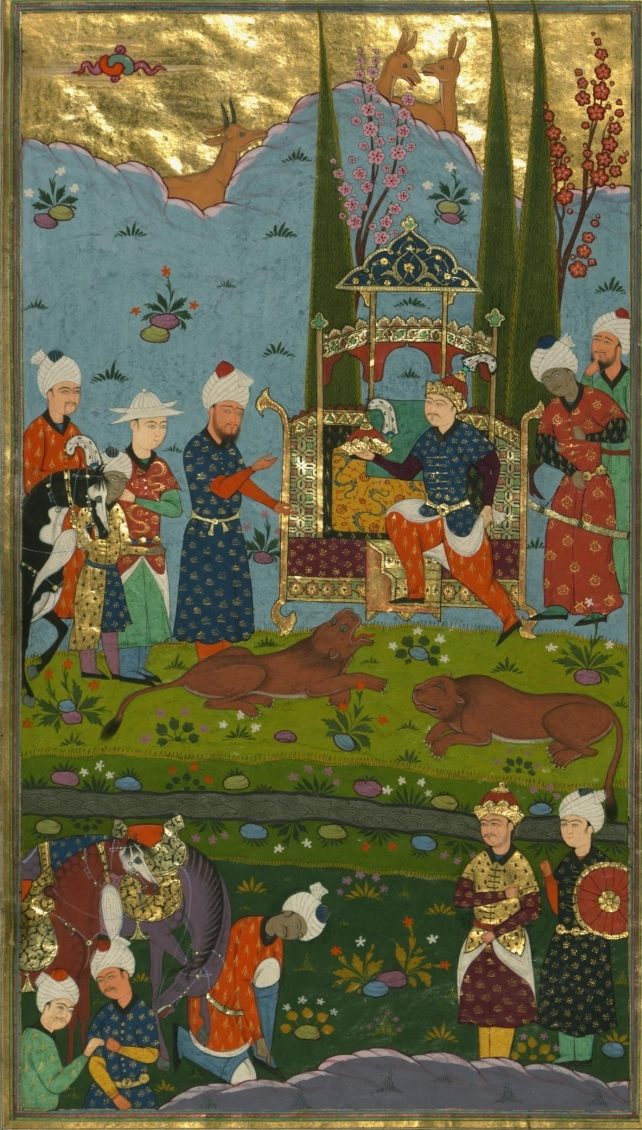
Бахрам V Гур захватывает корону после того, как убил двух львов. Иллюминация из рукописи Низами Гянджеви «Семь красавиц». 1528/1529 год. Художественный музей Уолтерса

## Биография
Представитель боковой ветви Сасанидов.
Сын Бахрама IV, шахиншаха Персии.
О его молодых годах ничего не известно. В 420 году после гибели шаха Йездегерда I царство персов охватила смута. Знать, недовольная его правлением, пыталась отстранить от власти всех его сыновей из боязни, что те будут продолжать политику отца. Царём был объявлен представитель боковой линии династии Сасанидов — Хосров.
Старший сын Йездигерда — Шапур, бывший правителем сасанидской части Армении, поспешил в столицу, чтобы предъявить свои права на престол, но был убит знатью.
Хосров не смог долго удержаться на троне.
Узнав о смерти отца и брата, Бахрам с арабским войском, руководимым сыном Мунзира I — Нуманом, выступил против знати. Однако, вступив в Ктесифон, Бахрам не стал казнить соперника, которому уже успела присягнуть часть знати. По Фирдоуси, для новых выборов шаха был созван совет. Выбирали сначала из тридцати кандидатов на роль царя, в конце концов осталось двое — Бахрам и Хосров. Туда же были доставлены члены знатных родов, жестоко изувеченные в царствование его отца, и, при виде их, мнение членов совета склонилось не в пользу Бахрама. Его не желали избрать царём лишь потому, что он был сыном Йездигерда I. По легенде, Бахрам предложил истинно царский способ решить вопрос о власти — кулах (персидский царский венец) положили между двумя львами и оба претендента должны были попытаться его забрать. Хосров, будучи весьма преклонных лет, отказался, а Бахрам убил обоих львов палицей, взял корону и стал шахом. Первым делом новый государь продемонстрировал свою добрую волю, простив должникам недоимки казне (предание говорит о 70 миллионах серебряных монет, то есть о 280 т серебра) и богато одарив своего соперника Хосрова.
О дальнейшей судьбе Хосрова ничего не известно.